# Baltasar de Azeredo
Baltasar de Azeredo, (Guimarães 1552 - Lisboa 1631), foi um médico e humanista português.
Foi nomeado reitor do Colégio de São Paulo em Coimbra, local onde começou os seus estudos.
Foi Físico-mor a partir de 1609.